# ميغان أغوستا
ميغان أغوستا (بالإنجليزية: Meghan Agosta)‏ (و. 1987  م) هي لاعبة هوكي الجليد كندية، ولدت في وندسور، شاركت في الألعاب الأولمبية الشتوية 2006، والألعاب الأولمبية الشتوية 2014، والألعاب الأولمبية الشتوية 2010، والألعاب الأولمبية الشتوية 2018، مركز لعبها هو مهاجمة.

## التعليم
تعلمت في Mercyhurst University ‏
.